# The Fantastic Blues Brothers Band

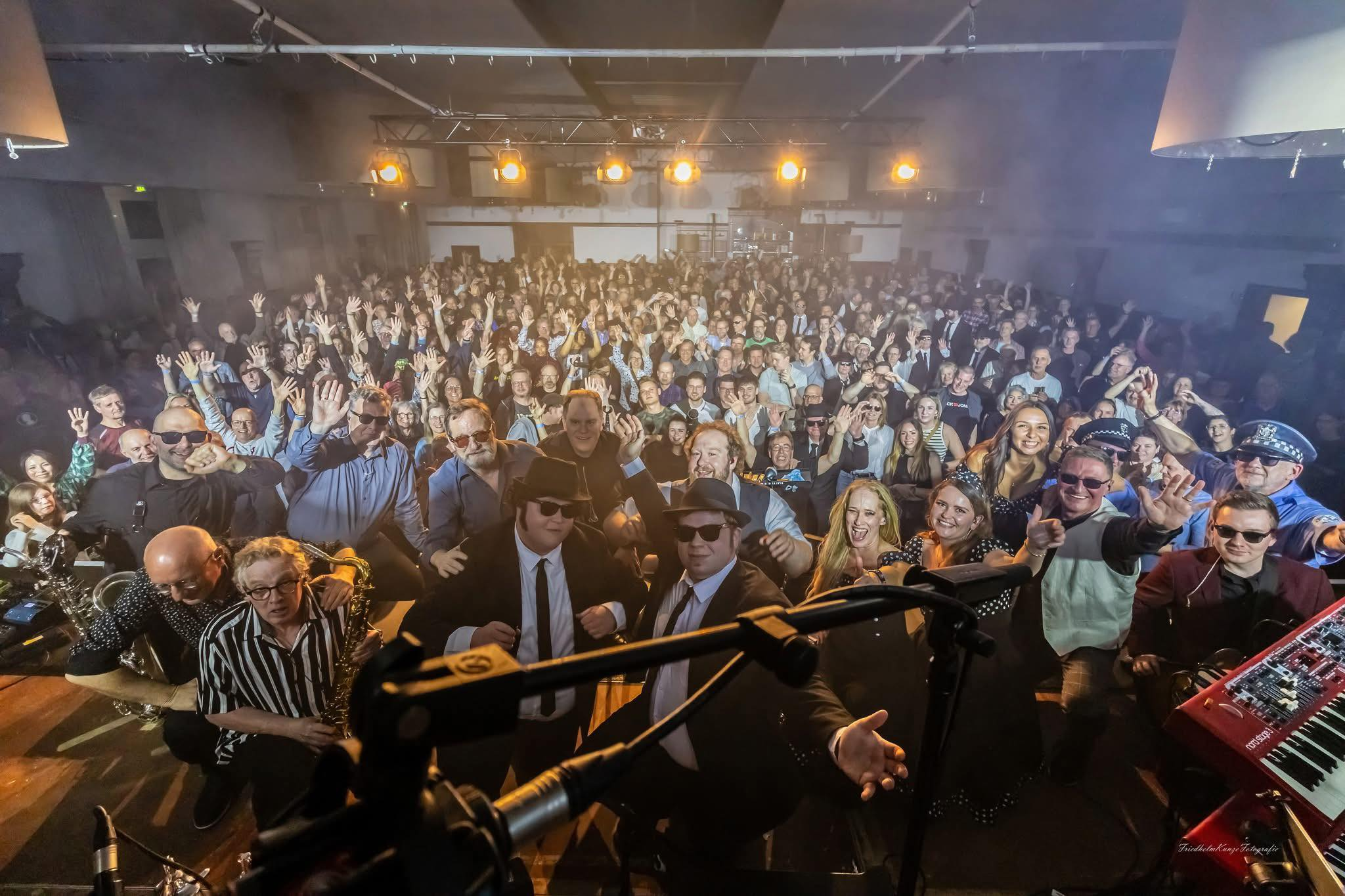
Blues Brothers Tribute - The Fantastic Blues Brothers

The Fantastic Blues Brothers Band ist eine deutsche Tribute-Band, die seit 2023 mit einer 14-köpfigen Besetzung den Kultfilm The Blues Brothers (1980) auf die Bühne bringt. Die Formation kombiniert Live-Musik mit schauspielerischen Elementen und inszenatorischen Anspielungen auf den Film. 
Das Konzept der Gruppe geht über ein klassisches Tribute-Konzert hinaus: Neben den musikalischen Darbietungen enthält die Show choreographierte Szenen, Dialogpassagen, originalgetreue Kostüme sowie filmische Referenzen. Im Mittelpunkt stehen die Figuren Jake und Elwood Blues – interpretiert von Marius Stegner und Sven Lidicky – die durch Gesang, Blues-Harp-Soli und Bühnenaktionen in Szene gesetzt werden. 

Die Setlist umfasst die bekannten Titel aus dem Film sowie Soul- und Rhythm-&-Blues-Klassiker von Künstlern wie Wilson Pickett, Otis Redding, Aretha Franklin, Booker T. & the MG’s und The Commitments. Ergänzt wird das Programm durch szenische Elemente, bei denen unter anderem Statisten als „Chicago Police Officers“ oder in Anspielung auf den „Bob’s Country Bunker“ auftreten. Damit verbindet die Band Musik, Schauspiel und Filmszenen zu einer vollständigen Bühnenerzählung.

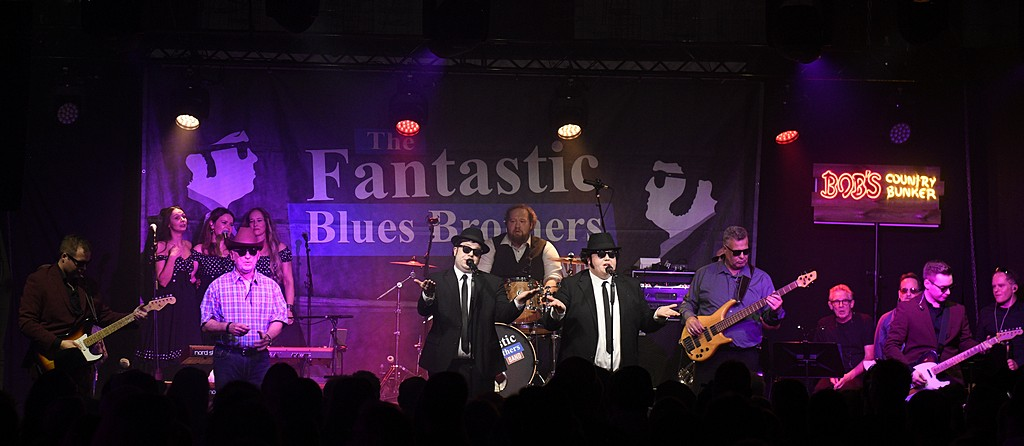
The Fantastic Blues Brothers - Bob's Country Bunker Szene

## Geschichte

### Anfänge als Double (2009–2019)
Sven Lidicky und Marius Stegner lernten sich als Kinder im Movie Park Germany in Kirchhellen kennen, wo regelmäßig eine Blues Brothers-Show aufgeführt wurde. Begeistert von Musik, Humor und Auftritten der Figuren traten beide – damals 11 und 13 Jahre alt – bald selbst als Double-Duo in den Rollen von Jake und Elwood Blues auf; erste Auftritte erfolgten im privaten und kirchlichen Umfeld und später auf lokalen Festen.

### Professionalisierung der Double-Show (2020–Mitte 2023)
Während der Corona-Pandemie 2020 entwickelten Lidicky und Stegner ihr bis dahin jugendliches Hobby zu einer professionellen Double-Show weiter – unter anderem mit neuem Konzept und Halb-Playback-Setups. Eine erste öffentliche Präsentation im neuen Look erfolgte beim Westerholter Stadtfest (Sommerfest Westerholt) im August 2023.

### Entstehung der Tribute-Band (Mitte 2023–2024)
Mitte 2023, im Anschluss an ein Elvis-Tribute-Konzert von Oliver Steinhoff, entstand in einem Gespräch zwischen Florian Kaiser und Sven Lidicky die Idee, die bestehende Double-Show zu einer voll besetzten Tribute-Band auszubauen. Innerhalb von zwei Wochen wurde eine 14-köpfige Besetzung zusammengestellt; im Oktober 2023 fand in einer Bar in Gelsenkirchen ein Kick-off-Treffen statt, gefolgt von der ersten Probe Ende desselben Monats.
Die offizielle Premiere von The Fantastic Blues Brothers Band mit kompletter Besetzung erfolgte am 26. Oktober 2024 in der ausverkauften Schwarzkaue in Herten. Es folgten Auftritte u. a. im Brauhaus am Ring in Bottrop-Kirchhellen (März 2025) sowie Festival-Engagements, darunter Rock am Dom in Gelsenkirchen.

## Stil und Rezeption
Die Band arbeitet mit großer, originalgetreuer Instrumentierung (Rhythmusgruppe, Bläsersektion, Backing Vocals) und orientiert sich in Outfit, Humor und Bühnenpräsenz eng an den Figuren Jake und Elwood Blues.
Bei vielen Shows begleiten Statisten in Chicago-Police-Officer-Uniformen die Performance, „bewachen“ symbolisch die Bühne und führen Jake und Elwood am Ende ab.
Die Dorstener Zeitung hob die musikalische Präzision hervor: „Die Musiker haben bei den Originalen besonders genau hingehört, denn oft wurden Soli exakt kopiert. Fazit nach schweißtreibender Show: Beste Unterhaltung!“ Weitere Medien sprachen von „mitreißender Energie“ und einer „originalgetreuen Umsetzung bis ins Detail“.

## Besetzung (Stand: 2025)
- Philipp Fockenberg – Schlagzeug
- Stefan Kleinhölter – Bass
- Luca Cameretti – Baritonsaxophon
- Norbert Geis – Tenorsaxophon
- Pat Mancuso – Trompete
- Sebastian Grasse – Posaune
- Fiete Lettau – Gitarre
- Florian Kaiser – Gitarre
- Klaus Blankenstein – Piano & Orgel
- Melissa Porwoll – Backing-Vocals
- Coco Voß – Backing-Vocals
- Laura Lidzbarski – Backing-Vocals
- Sven Lidicky – Elwood Blues (Gesang & Mundharmonika)
- Marius Stegner – Jake Blues (Gesang)

## Auftritte
- 2010–2023: Zahlreiche Auftritte als Double-Duo (Jake & Elwood) auf Straßen- und Stadtfesten
- August 2023: Erste Show im neuen Look beim Westerholter Stadtfest (Sommerfest Westerholt)[2]
- 26. Oktober 2024: Premiere in der Schwarzkaue, Herten[3]
- 22. März 2025: Konzert im Brauhaus am Ring, Bottrop-Kirchhellen[4]
- 6. September 2025: Auftritt beim Festival Rock am Dom in Gelsenkirchen[1]
- 25. Oktober 2025: Konzert in der Schwarzkaue, Herten
- ab 2026: On a Mission from God Tour (Deutschlandtour)